# Euagrus carlos
Euagrus carlos är en spindelart som beskrevs av Coyle 1988. Euagrus carlos ingår i släktet Euagrus och familjen Dipluridae. Inga underarter finns listade i Catalogue of Life.